# イッツ・オンリー・トーク
『イッツ・オンリー・トーク』は絲山秋子の中編小説、およびそれを収録した本。表題作は、第96回文學界新人賞を受賞して、絲山を作家デビューに導いた。タイトルは、キング・クリムゾンのアルバム『ディシプリン』に収録されている楽曲「エレファント・トーク」の歌詞から取った。「第七障害」という中篇も収録されている。

## 表題作あらすじ
新聞社に勤務していた女が、ローマ支社に転勤したりした後、躁うつ病を患い、退職する。貯金を崩しながらも、気ままな画家生活を続ける。ある日、直感で蒲田に住む。そして、都議選に立候補した勃起障害の学友や、福岡でヒモ生活を営んでいた従兄弟や、紳士的な痴漢や、馬込駅付近に獣医の恋人がいるという同病のヤクザと不思議な関係を持つ。

## 映画化
『やわらかい生活』という映画になった。シナリオの書籍化に関して、脚本家サイド（荒井晴彦ら）と原作者サイドで、ひと悶着があり、裁判で決着がつき、原作者側の主張が通った。同作の監督は廣木隆一、ヒロインを演じたのは寺島しのぶ。

## 第七障害・あらすじ
横浜から予備校の英語教師になるために群馬に移住したヒロインは、そこで乗馬を趣味にする。しかし、自分の乗っていた馬が死んでしまい、よきライバルの前橋在住菓子職人・篤や指導員らに慰められながらも、それを自分のせいだと思い込んでいる。そんなおり、ヒロインは、地元の美男警官と付き合いはじめるが別れてしまう一方で、なぜか、上京中の彼の妹・美緒と意気投合してしまい、彼女とルームメイトになって東京の予備校で働く。そこで、同様に上京していた篤とも偶然再会する。